# Eesti Televisioon
Eesti Televisioon (ETV) – estoński kanał telewizyjny, należący do Eesti Rahvusringhääling. Nadaje od 19 lipca 1955 roku. Siedziba stacji znajduje się w Tallinnie, przy ulicy Gonsiori 27.